# Maciej Konopacki
Maciej Konopacki herbu Odwaga (zm. 1 listopada 1613 w Wąbrzeźnie) – sekretarz królewski od 1582, podkomorzy chełmiński (1588 - 1605), administrator apostolski diecezji pomezańskiej, wojewoda chełmiński (1605 - 1611), biskup chełmiński 1611-1613, starosta grudziądzki w 1603 roku.
Jako senator wziął udział w sejmach: 1606, 1607, 1609, sejm zwyczajny 1611 roku.

## Życiorys
Syn Jerzego i Anny z Kostków, data jego urodzenia oraz otrzymane przez niego wykształcenie nie są znane. Żonaty z Elżbietą Dulską, miał z nią sześciu synów i trzy córki. Przez kilka lat przebywał na dworze Stefana Batorego jako sekretarz królewski. W czasie wojny moskiewskiej towarzyszył królowi pod Pskowem (1581). W 1587 posłował na sejm elekcyjny, a następnie był reprezentantem województwa chełmińskiego w delegacji do nowego króla Zygmunta Wazy. W 1588 został podkomorzym chełmińskim, a w 1604 starostą grudziądzkim. 
Poseł na sejm pacyfikacyjny 1589 roku z województwa chełmińskiego, podpisał traktat bytomsko-będziński.
W 1603 wraz z Samuelem Łaskim posłował w imieniu króla do Prus Książęcych by dopilnować tam interesów Korony po śmierci elektora Jerzego Fryderyka. Wspólnie z burmistrzem toruńskim Henrykiem Strobandem przygotował do druku zrewidowaną wersję prawa chełmińskiego pt. Ius terrestre nobilitatis Prussiae correctum Anno 1598. 
Poseł województw pruskich na sejm zwyczajny 1605 roku. 15 lutego 1605 otrzymał województwo chełmińskie. Po śmierci żony w 1605 r. przyjął jako wdowiec święcenia kapłańskie, a w połowie 1611 został przez króla mianowany biskupem chełmińskim. Zrezygnował wtedy z funkcji wojewody, choć jeszcze w sierpniu na sejmiku malborskim występował jako wojewoda. Na sejmie walnym z 1611 r. jako senator poparł króla w wojnie z Moskwą. Papieskie bulle z prowizją nadeszły w końcu 1611 r., a od lutego 1612 tytułował się jako biskup chełmiński i administrator pomezański. Jako ordynariusz był energicznym administratorem i gorliwym przedstawicielem nurtu kontrreformacyjnego kontynuując za swoimi poprzednikami dzieło reform potrydenckich. Popadł w zatargi z ewangelikami, którym odbierał dawne kościoły katolickie. Dbał także o gospodarkę, rzemiosło i handel, odremontował zamki biskupie w Wąbrzeźnie i Lubawie. Na sejmiku generalnym w Malborku w 1613 r. kategorycznie sprzeciwił się próbom przeniesienia kolegium jezuickiego z Torunia do Chełmna. Ustanowił fundację na rzecz młodzieży szlacheckiej kształcącej się w Chełmnie. Dążył także do utworzenia seminarium duchownego dla diecezji ale z braku funduszy projekt ten został zablokowany przez kapitułę chełmińską. Po krótkiej chorobie zmarł 1 listopada 1613 w Wąbrzeźnie, pochowany w katedrze w Chełmży.